# Johan Ulric Rahm
Johan Ulric Rahm, född 16 september 1824 i Bollnäs, död 14 mars 1881, var en svensk kramhandlare.
Rahm kom till Sundsvall 1846 eller 1847 och anställdes i en affär innan han etablerade en egen klädaffär i den västra delen av staden. Efter att han köpt en fastighet på Storgatan flyttade han dock affären dit. Efter Sundsvallsbranden 1888 uppfördes ett stenhus på samma tomt som än idag har namnet Rahmska huset. Han satt i Sundsvalls stadsfullmäktige under 1863. 
Rahm gifte sig den 30 augusti 1855 i Sundsvall med Anna Brita Thunberg och tillsammans fick de tre barn.